# آکتیا
آکتیا (انگلیسی: Aktia Bank) شرکت خدمات مالی و بانکداری فنلاندی است، که در سال ۱۸۲۵ تأسیس شد.